# Contre-Réforme
Pour les articles homonymes, voir Réforme.

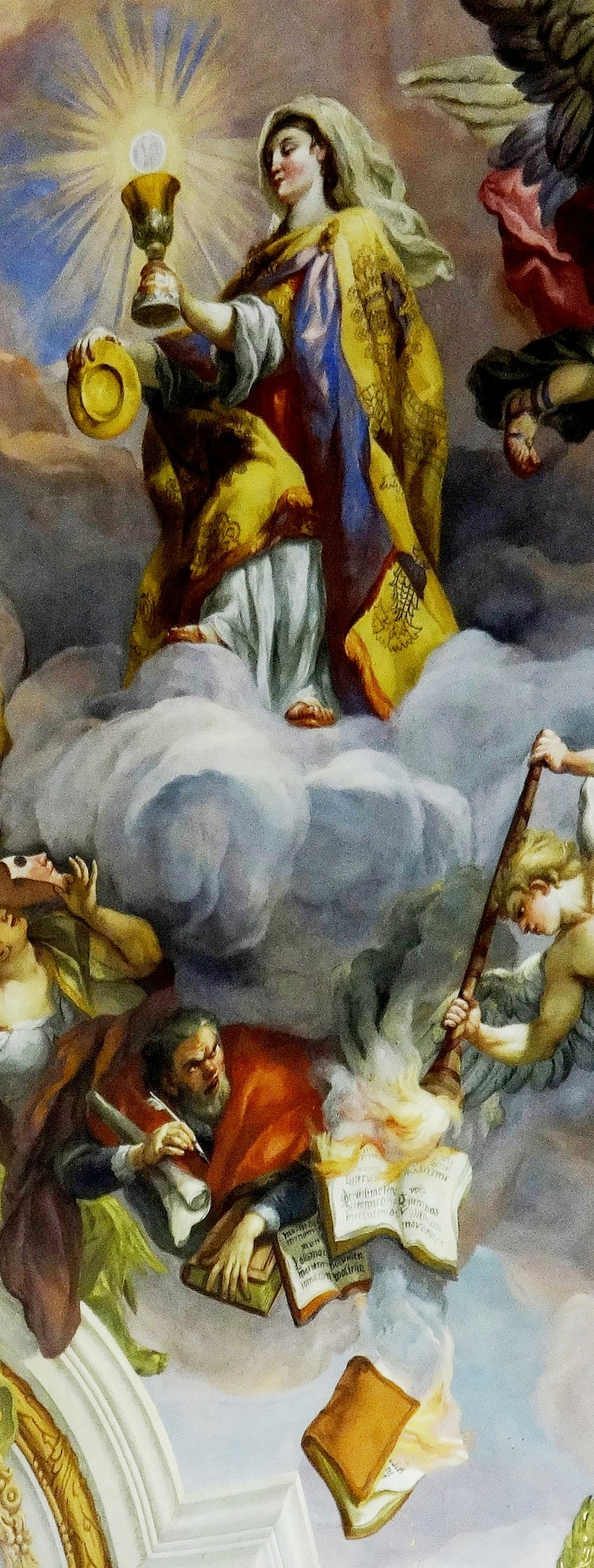
Le Triomphe de la foi catholique sur l'hérésie protestante par Johann Michael Rottmayr (1729), fresque de l'église Saint-Charles-Borromée de Vienne.

La Contre-Réforme (ou, plus rarement, Réforme catholique) est le mouvement par lequel l'Église catholique réagit, dans le courant du XVIe siècle, face à la Réforme protestante. L'expression « Contre-Réforme » provient de l'historiographie allemande du XIXe siècle, dans un esprit initialement polémique. Une partie de l'historiographie actuelle ne l'emploie plus, afin de ne pas limiter la Réforme catholique à un simple processus de réaction.
La Contre-Réforme s'exerce dans le domaine de la théologie et de l'ecclésiologie. En ce sens, elle correspond à une aspiration au renouveau qui traverse l'Occident chrétien depuis le XVe siècle. Elle répond en partie au dessein de faire reculer et disparaître le protestantisme. Elle s'efforce, de manière offensive ou répressive, de « recatholiciser » les régions acquises à la Réforme protestante et se dote des outils administratifs et matériels pour amorcer cette reconquête spirituelle.
Les oppositions au protestantisme, ultérieurement, se définissent dans le cadre de l'antiprotestantisme.

## Le renouveau spirituel
Le XIVe siècle et les siècles suivants voient un regain spirituel en Europe, où la question du salut devient centrale. De nombreux théologiens reviennent sur les fondements du christianisme et questionnent leur spiritualité. Leurs travaux se répandent, des colloques se tiennent dans toute l'Europe aux XVe et XVIe siècles. Parallèlement à ces travaux théologiques, des critiques s'élèvent contre la pratique religieuse, les comportements du clergé et les positions de l'Église. Les conciles généraux de Constance (1414-1418) et de Bâle (1431-1441) tiennent un rôle important dans le lancement de ce mouvement de réforme intérieure.
Les courants de pensée sont nombreux et divergents, mais une volonté de rénovation se répand au sein du clergé. Certains s'éloignent de plus en plus de l'Église, ce qui amène à une rupture et à la création des Églises protestantes. Néanmoins, réformateurs et conservateurs continuent à coexister au sein de l'Église catholique pendant que la Réforme protestante s'étend en Europe. Le concile de Constance voit la condamnation de réformateurs jugés dissidents comme John Wyclif, Jan Hus ou Jérôme de Prague, ces deux derniers étant même exécutés publiquement, et la participation de théologiens œuvrant au renouveau du catholicisme comme Jean de Gerson.

### Le renouveau des ordres religieux
Les ordres réguliers font un premier effort au XIVe siècle avec la bulle bénédictine de 1336, qui réforme les Bénédictins et les Cisterciens. En 1525, Matteo Da Bassa se propose de restaurer la règle franciscaine dans sa pureté originelle, ce qui permet la naissance de l'ordre des Capucins, reconnu par le pape en 1619.
Pour répondre aux nouveaux besoins d'évangélisation, les prêtres se réunissent en congrégations. Ils prêtent des vœux particuliers mais ne sont pas obligés d'assister aux offices du monastère. Ces clercs réguliers enseignent, prêchent, confessent mais ne sont pas liés à un territoire comme les curés ou les chanoines. Ils sont sous l'autorité des évêques. En Italie, la première de ces congrégations est l'ordre des Théatins, fondé par Gaétan de Tienne et Jean-Pierre Caraffn en 1524. Ensuite, viennent les Somasques en 1528, voués à l'assistance, les Barnabites en 1530, les sœurs de la compagnie de Sainte-Ursule en 1535 qui se consacrent à l'éducation des jeunes filles. L'ordre apparaît en France en 1586 et se propage en Nouvelle-France avec Marie de l'Incarnation en 1639. En 1524, à Rome, des prêtres commencent à vivre en communauté autour de Philippe Néri. Les Oratoriens se donnent des institutions en 1564 et sont reconnus comme ordre par le pape en 1575. Ils utilisent la musique et le chant pour attirer les fidèles.

### En Espagne
En Espagne, Thérèse d'Avila entreprend la réforme des Carmélites entre 1562 et 1582, et Jean de la Croix celle des Carmes. Ils sont mal reçus par les autres carmes à cause de leur spiritualité fondée sur la contemplation mystique.

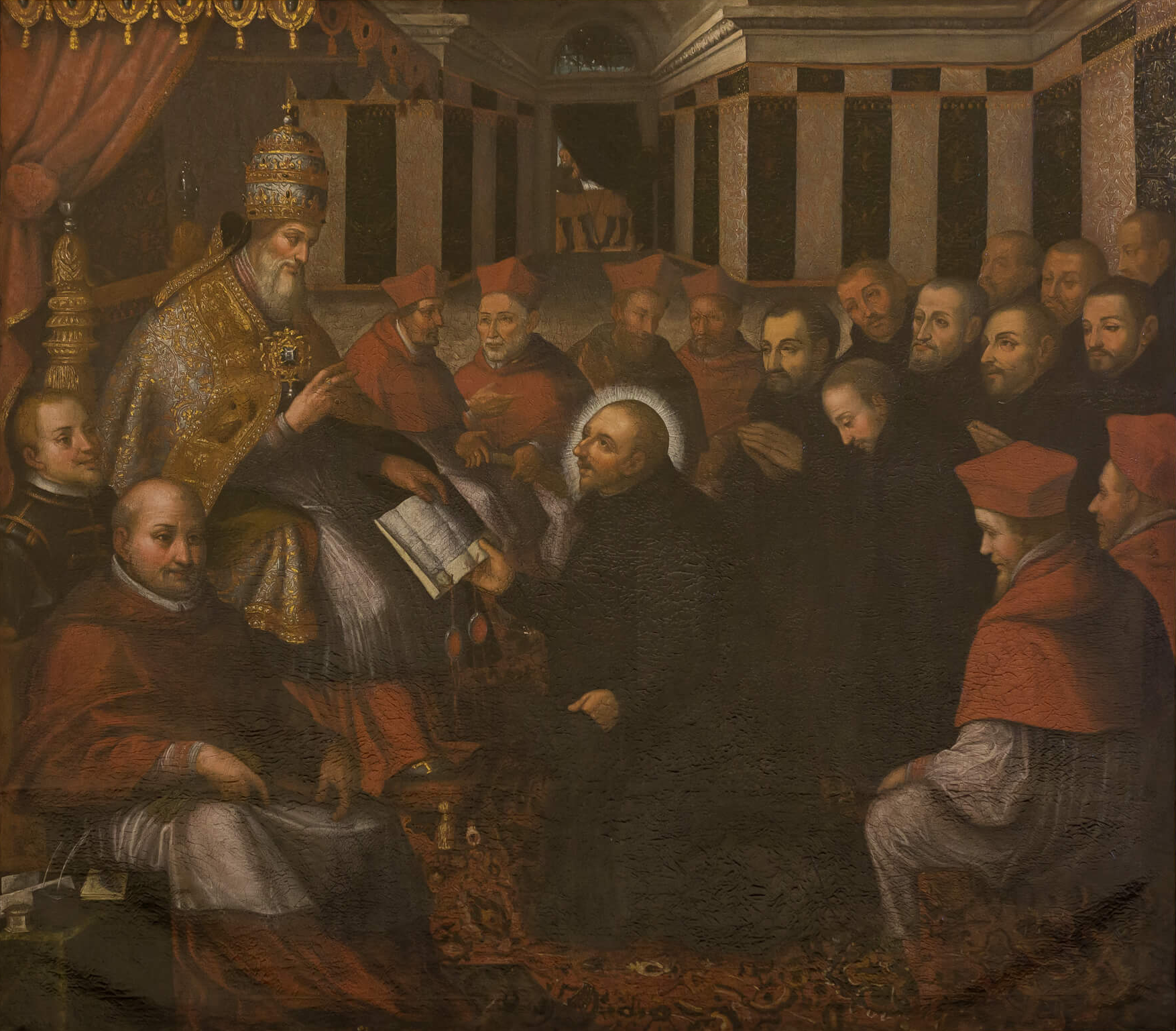
L'Approbation de la Compagnie de Jésus par le pape Paul III.

Ignace de Loyola, gentilhomme basque, organise autour de lui une communauté, la Compagnie de Jésus (les Jésuites), à partir de 1534. Il prend comme modèle l'organisation militaire et l'obéissance absolue à la hiérarchie. Son recrutement sélectif nécessite une très longue formation. La Compagnie est entièrement aux ordres du pape, qui l’approuve comme ordre religieux dès 1540. Les Jésuites ont plusieurs activités : la mission en Europe pour reconquérir les espaces gagnés au protestantisme, l'évangélisation outre-mer, la direction de conscience, la confession. Ils ouvrent aussi des écoles et des universités pour former le personnel nécessaire à la diffusion de la Contre-Réforme et pour instruire les laïcs.
Les deux ordres les plus actifs au temps de la Contre-Réforme, les Capucins et les Jésuites, ont vu le jour avant le concile de Trente : le renouveau catholique n'est pas seulement une réaction à la Réforme protestante. L'activité des missionnaires catholiques est intense durant toute la première moitié du XVIe siècle, surtout dans les terres nouvelles comme l'Amérique latine. Prédicateurs, confesseurs des souverains et des princes, éducateurs influencés par les valeurs humanistes, ils parviennent à freiner l'essor du protestantisme en Pologne, en Bohême, en Hongrie, en Bavière, en France et dans les Pays-Bas espagnols.

## Le concile de Trente (1545-1563)

### Déroulement
De nombreux chrétiens attendent un concile pour réformer en profondeur l'Église catholique. Luther lui-même réclame la réunion d'un concile. Clément VII, pape de 1523 à 1534, hésite car il a peur de voir resurgir la « théorie conciliaire », qui affirme la supériorité des conciles sur le pape. Son successeur Paul III franchit le pas et, avec l'accord de Charles Quint qui pense qu'un concile pourra rétablir l'unité chrétienne, ordonne sa tenue.

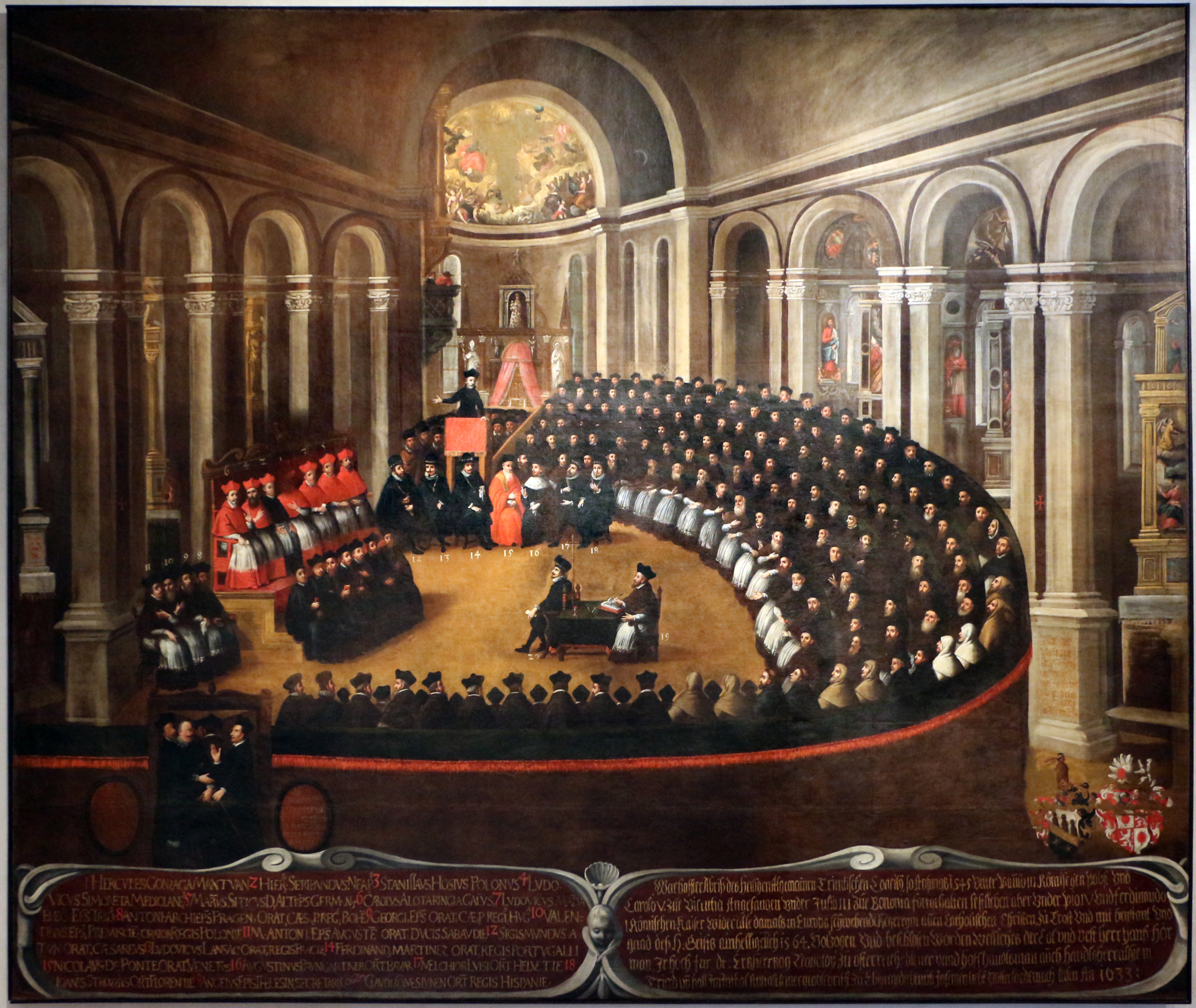
Réunion du concile de Trente à Sainte-Marie-Majeure de Trente, Musée diocésain de Trente.

La première séance a lieu dans la cathédrale de Trente, le 13 décembre 1545. Le légat qui ouvre la première session précise les buts de la réunion : exaltation de la foi et de la religion chrétienne, extirpation des hérésies, paix et union de l'Église, réformation du clergé, extinction des ennemis du christianisme. Tous les aspects de l'Église sont visés. En mars 1547, le concile est transféré à Bologne à la suite d'une épidémie mais il ne parvient pas à tenir des séances dans cette nouvelle ville. Le pape met donc fin à cette première série de réunions qui a compté jusqu'à soixante-dix votants le 17 septembre 1549.
Le 1er mai 1551, le concile recommence, toujours à Trente jusqu'au 28 avril 1552. Le nombre de votants ne dépasse pas les soixante-cinq. Les réunions sont interrompues car les troupes de la ligue de Smalkalde menacent la ville. Jules III ne peut donc achever le concile. Son successeur, Paul IV, élu en 1555, se consacre à la réforme des institutions romaines, dont la Daterie et l'Inquisition. Pie IV, élu en décembre 1559, reprend le concile entamé en décembre 1545 et qui recommence donc le 18 janvier 1562. Les archevêques et les évêques y sont beaucoup plus nombreux que dans les réunions précédentes. 220 prélats signent l'acte final le 4 décembre 1563.

### Décrets et canons

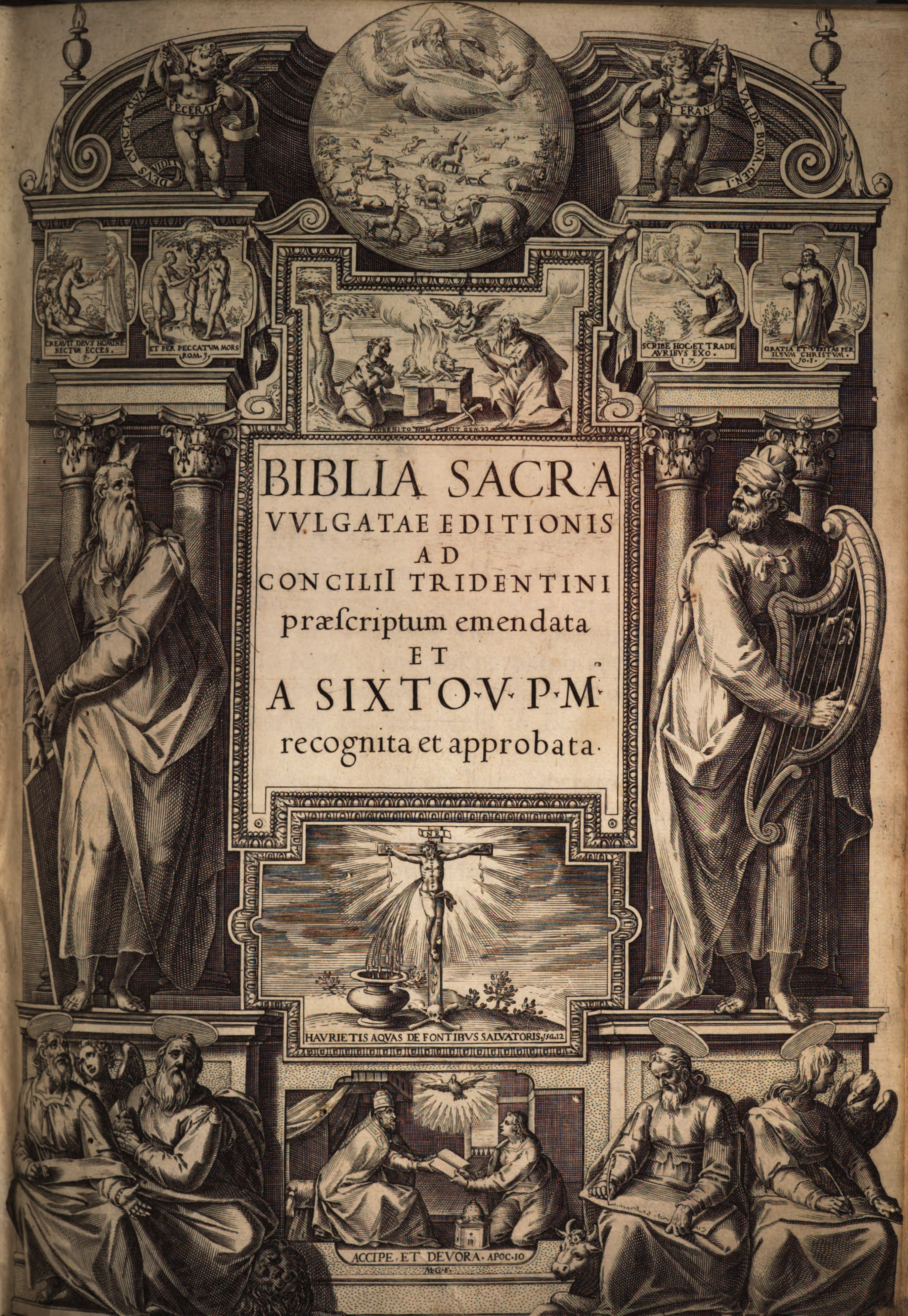
Frontispice de la Vulgate sixtine (1590). Elle est remplacée en 1592 par la Vulgate sixto-clémentine.

Les pères conciliaires définissent le canon biblique de l'Ancien et du Nouveau Testament. Ils imposent l'usage obligatoire de la Vulgate éditée à partir de 1590. Le clergé est seul compétent pour expliquer et interpréter les livres saints. Le concile donne à la Tradition la même valeur qu'à la Bible. Le 8 avril 1546, le concile proclame : « Considérant que la vérité et la discipline des mœurs sont contenues dans les livres écrits et dans les traditions non écrites qui, reçues de la bouche même du Christ par les apôtres, ou par les apôtres à qui l'Esprit saint les avait dictées, transmises comme de main à main, sont parvenues jusqu'à nous, le concile […] reçoit tous les livres tant de l'Ancien que du Nouveau Testament […], ainsi que les traditions […]. Il les reçoit et les vénère avec un égal respect et une piété égale ».
Le concile précise la doctrine catholique du salut. La nouvelle profession de foi, publiée en 1564, commence par le Symbole des apôtres et se poursuit par l'acceptation des traditions apostoliques et ecclésiastiques. Elle s'achève par un serment d'obéissance au pape.
Les doctrines contestées par les Réformés sont précisées. Le concile insiste sur la valeur des œuvres et développe la notion de mérite. L'homme est justifié par la foi et par les œuvres. L'existence du purgatoire, le culte des saints, des images, des reliques, la pratique des indulgences est confirmée. En termes de sotériologie, le concile rappelle la nécessité des sept sacrements ; il ajoute qu'ils ont été instaurés par le Christ et doivent être conférés par un prêtre.
La doctrine de la transsubstantiation est réaffirmée ainsi que la nécessité de conserver l'eucharistie dans un endroit sacré. La messe reste un sacrifice. Elle doit être dite en latin mais le prêtre peut faire le sermon en langue vernaculaire.
En ce qui concerne le sacrement de pénitence, les décrets insistent sur la contrition, « douleur intérieure et détestation du péché » et l'attrition, « honte du péché, crainte du châtiment et des peines ». L'attrition est une étape sur le chemin de la grâce.
Les décrets rappellent le rôle des évêques en matière d'ordination et l'obligation pour tous les clercs de porter l'habit ecclésiastique en permanence. Pour former les prêtres, des séminaires sont établis. Le célibat du clergé est réaffirmé.
Afin de faire connaître aux catholiques les canons de la foi, le Catéchisme du concile de Trente est achevé en avril 1565, suivi par le bréviaire en 1568 et le missel en 1569. Mais il faut attendre 1592 pour que paraisse une édition révisée de la Vulgate : la Vulgate sixto-clémentine. Il faut également interdire aux fidèles la lecture des ouvrages dangereux pour leur foi. Le 24 mars 1564, le pape publie l'Index de Trente, c'est-à-dire la liste des livres interdits.

## La reconquête catholique
À partir de la seconde moitié du XVIe siècle, l'Église catholique dispose de moyens efficaces pour affirmer la réforme de l'Église et lutter contre les protestants. Elle bénéficie des nouveaux ordres religieux, de l'œuvre doctrinale et disciplinaire du concile de Trente et de papes énergiques.

### Papes de la Contre-Réforme

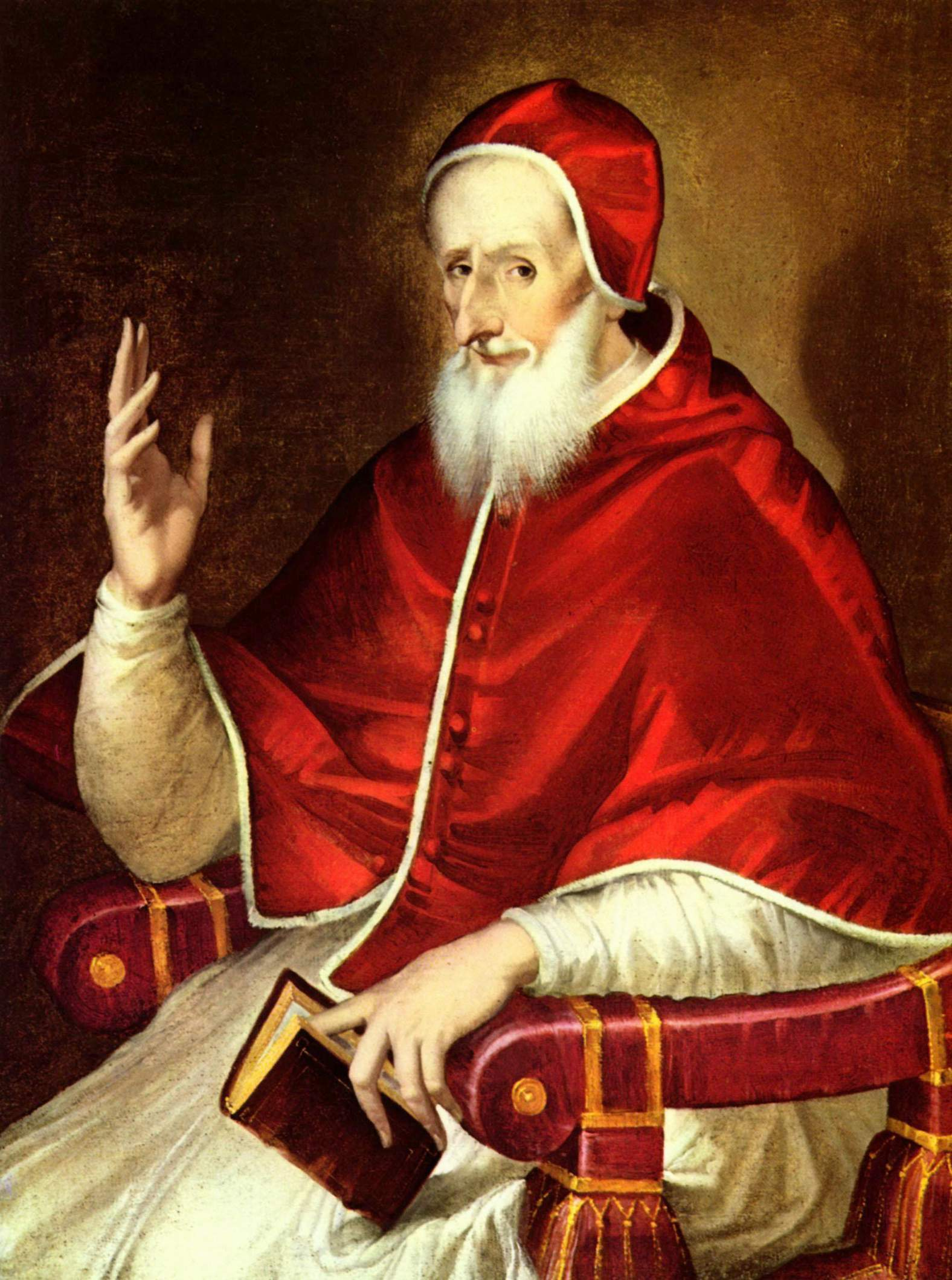
Pie V par Le Greco.

Pie V (1566-1572) crée de nouvelles congrégations : celle du Concile, chargée de l'application des décrets tridentins, celle de l'Index, qui surveille les ouvrages imprimés et publie le catalogue des livres interdits, celle de la Conversion des hérétiques et des infidèles qui se concentre sur les réformés. Il organise une croisade contre les Turcs qui aboutit à la victoire de Lépante. Il soutient financièrement la guerre contre les protestants français et condamne en 1567 les propositions de Michel Baïus sur la grâce.
Grégoire XIII (1572-1585) s'engage dans la formation du clergé. Le Collège romain devient un séminaire appelé Université grégorienne qui est confié aux Jésuites. Le Collège germanique leur est lui aussi confié. Il entreprend également la réforme du calendrier.
Sixte V (1585-1590) poursuit la centralisation de l'administration. Il crée la Congrégation des réguliers, la Congrégation des procès consistoriaux, qui examine les enquêtes faites préalablement à toute nomination épiscopale ou abbatiale, la Congrégation des rites et des cérémonies, la Congrégation de la typographie. Il fixe le nombre de cardinaux à 70. Il impose aux Romains un comportement austère et embellit la ville de Rome. L'art est mis au service de la propagande catholique : la cité de Rome doit offrir l'image du triomphe de la religion et devient le centre de rayonnement de l'art de la Contre-Réforme : l'art baroque.
Paul V (1605-1621) renvoie de Rome les évêques qui y séjournent au lieu de résider dans leur diocèse. Il fait face aux revendications gallicanes et obtient la condamnation d'Edmond Richer.
Grégoire XV (1621-1623) élabore les règlements du conclave pour l'élection pontificale. Il crée la Congrégation pour la propagande de la foi et adjoint à la Congrégation du concile celle de l'immunité ecclésiastique, destinée à défendre les privilèges de l'Église et l'autorité pontificale.

### La Contre-Réforme en action
Dans un certain nombre d'États, les princes se font les champions du catholicisme. Dans ce cas, l'action est souvent violente. Marie Tudor multiplie les exécutions en Angleterre. Philippe II encourage l'Inquisition espagnole et suscite l'établissement de l'université de Douai (1559), centre théologique de la Contre-Réforme aux Pays-Bas espagnols, où le duc d'Albe mène la répression (1567-1572). Le massacre de la Saint-Barthélemy en 1572 et les excès des ligueurs sont les principales manifestations des guerres de religion en France. Au XVIIe siècle, les exécutions de nobles protestants à Prague après la bataille de la Montagne Blanche en 1620, le siège de La Rochelle (1627-1628), les dragonnades en France sous Louis XIV ont laissé dans l'histoire un sinistre souvenir. Mais il faut remarquer que le catholicisme militant des souverains sert souvent des ambitions politiques. En tout cas, les princes catholiques sont encouragés par Rome dans leur action pour reconquérir par la force les territoires passés à la Réforme. En 1584-1585, les réformés doivent quitter les Pays-Bas ou se convertir, comme en Bohême-Moravie après 1620. En France, au XVIIe siècle, l'« interprétation à la rigueur » de l'édit de Nantes sépare progressivement les protestants de la communauté nationale.

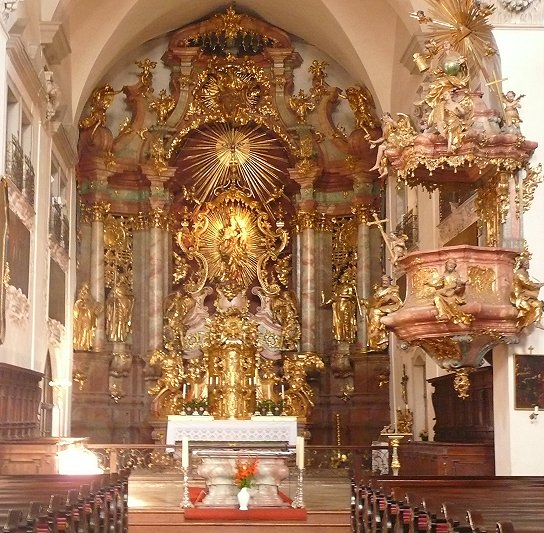
Un exemple d'église de la Contre-Réforme : Sainte-Marie à Steyr (Autriche).

La Contre-Réforme permet aussi à l'Église d'exercer un contrôle plus strict sur les populations restées ou redevenues catholiques. Au XVIIe siècle, les universités, les collèges, les confréries et les missions se développent dans les Pays-Bas restés espagnols et en Bohême-Moravie.
L'art est soumis lui aussi à cette influence et des églises sont bâties dans un style grandiose et riche propre à impressionner les foules, l'art baroque. L'église du Gesù, église-mère de la Compagnie de Jésus à Rome, est l'une des plus parfaites manifestations architecturales de la Contre-Réforme. La décoration illusionniste à quadratura, de la coupole et du plafond, faisant déborder de faux nuages et des figures hors du cadre, fut réalisée par le Baciccio de 1672 à 1683. Les jésuites ont trouvé en lui l'interprète grandiose de la doctrine promulguée par le concile de Trente et il devint l'exemple type de la peinture baroque en trompe-l'œil.
Sur le plan de la spiritualité, le renouveau catholique s'accompagne du développement d'un grand courant de mysticisme qui atteint son apogée à la fin du XVIe siècle et durant la première moitié du XVIIe siècle. Les œuvres les plus marquantes sont Le Château intérieur de Thérèse d'Avila (1577) et Le Cantique spirituel de Jean de la Croix (1578). La période allant de 1550 et 1650 a été surnommée le « siècle des saints » en raison du grand nombre de catholiques ayant eu des visions mystiques. Ils reçoivent le « don des larmes », reçoivent des consolations spirituelles. Mais le chemin qui mène à l'extase passe par des souffrances indicibles et des douloureuses mortifications. En France, le renouveau a lieu plus tard avec l'école française de spiritualité, l'implantation des carmels réformés et l'arrivée de nouvelles congrégations (l'Oratoire) et la percée de personnalités telles que Vincent de Paul, Marie de l'Incarnation, Jean Eudes ou le cardinal Pierre de Bérulle…

### Résultats

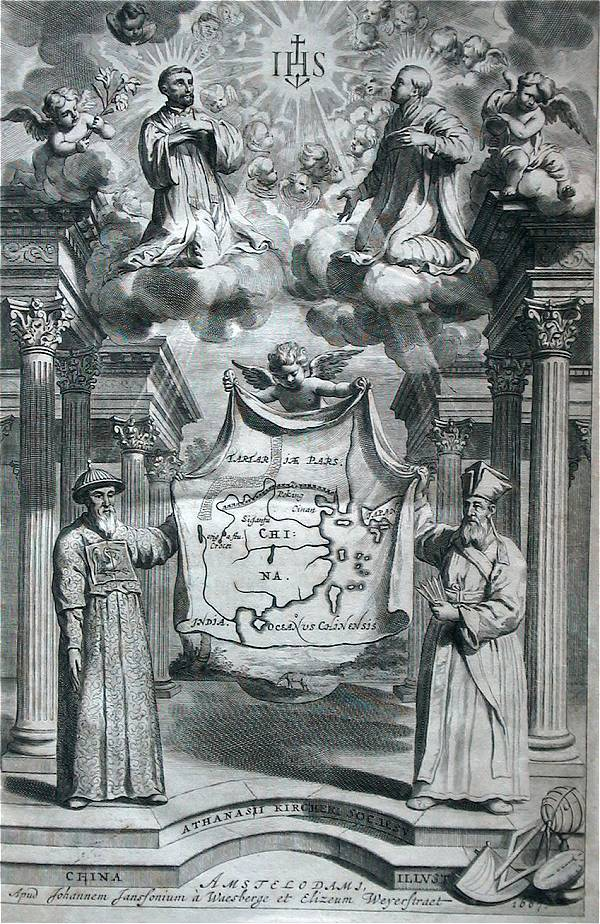
Frontispice de l'ouvrage d'Athanasius Kircher, China Illustrata (1667). L'image représente Adam Schall et Matteo Ricci déployant une carte de la Chine sous la protection de François Xavier et d'Ignace de Loyola.

Les nouveaux ordres se sont considérablement développés. Les capucins ont reçu l'autorisation de créer des couvents en France, en Espagne et dans l'Empire. Ils sont prédicateurs, directeurs de conscience et missionnaires principalement pour les milieux populaires. Les Jésuites sont implantés dans toute l'Europe. Ils dirigent 400 collèges vers 1620. Outre les missions en pays réformés, ils envoient des missionnaires en Chine, au Japon, en Inde, en Amérique.
En 1620, la Contre-Réforme s'est répandue dans tous les pays restés catholiques. Les provinces méridionales des Pays-Bas (l'actuelle Belgique), la France après les guerres de religion sont les succès les plus remarquables de la Contre-Réforme. En Bohême-Moravie après la victoire des Habsbourg à la Montagne Blanche, en Pologne, les protestants reculent.
Si dans l'ensemble, le clergé gagne en dignité et en efficacité, tous les problèmes ne sont pas réglés. La commende et le cumul des bénéfices continuent à exister. Certaines grandes familles, comme les Rohan à Strasbourg, continuent à accaparer les dignités ecclésiastiques. L'intervalle des visites pastorales des évêques dans les paroisses (deux ans selon le concile de Trente) n'est pas respecté. La formation des séminaires laisse à désirer et la majorité du clergé reste d'une grande médiocrité. En France les séminaires n'apparaissent que dans la seconde moitié du XVIIe siècle, soit un siècle après la décision de leur création par le concile de Trente. Le bas clergé met beaucoup de temps à porter l'habit clérical et à enseigner le catéchisme. Le haut clergé continue à faire étalage de sa richesse.